# Noel Taylor
Noel Taylor, nome artístico de Harold Alexander Taylor Jr. (17 de janeiro de 1917 - 4 de novembro de 2010), foi um figurinista de teatro, televisão e cinema norte-americano. Quatro vezes indicado ao Emmy, Taylor ganhou um Emmy Award em 1978 por seus projetos para o drama Actor: The Paul Muni Story.
Taylor desenhou figurinos para mais de 70 espetáculos da Broadway, bem como de trinta filmes e programas de televisão.